# 恐惧之泣
《恐惧之泣》是瑞典Team Psykskallar制作的恐怖游戏，原本是《半衰期》的模组，现在为独立游戏。

## 开发
《恐惧之泣》起初是《半衰期》的模组（Mod），该Mod从2008年开始制作，推迟了好几次后最终于2012年发布。在《恐惧之泣》四年的开发历程中，很多最初的构想被舍弃，同时很多其他的构想得以实施。比如在最初的版本中，手机屏幕发出的光照射的是玩家周围的一大片区域，后来改为只照射玩家的正前方。物品栏系统也从12个槽减少到6个槽。刚开始，《恐惧之泣》使用的是原版GoldSrc引擎，后改用PARANOIA（另一个半衰期知名模组）所用的增强版。更换渲染器意味着开发者可以无视传统渲染器的种种限制，并可使用新引擎的各种特效，例如凹凸贴图、镜面反射、3D天空盒。
在《恐惧之泣》一周年之前，Valve发布了一个半衰期的更新，对文件夹和引擎进行了修改，这导致包括《恐惧之泣》在内的部分《半衰期》模组与游戏不兼容。Team Psykskallar打算完成一个独立版，此版本在2013年4月25日发布。

## 玩法
玩家控制一个叫Simon Henriksson的19岁少年，他在一场车祸中昏迷，随后在一条陌生的街巷中醒来。玩家需要操控Simon探索城市，解决谜题并与怪物战斗。游戏在关卡中表现城市和周围的地区，以及“噩梦”关卡，类似于寂静岭系列。
《恐惧之泣》有许多独特的技术，例如有限制的物品栏系统。该系统让玩家一次只能拿6件物品，并且不需要暂停游戏即可打开物品栏界面。还有人物可双持物品的技术，允许一次使用两件武器，或一武器一光源。可以在物品栏界面组合物品。生命值通过吗啡针来恢复，但如果使用过多，玩家视线会变的模糊。体力会因剧烈运动而消耗，可以通过静止不动或使用吗啡针来恢复。

## 剧情
故事开端于一个黑暗阴郁的瑞典城市，Simon在试图救助一名傷者时遭到车祸，后來在一条小巷中醒来。Simon试图回家，但被畸形人袭击。Simon报警未果，收到了一名男子请求帮助的短信。Simon进入搜查一栋公寓楼时，发现那个人死在浴缸里，然后晕了过去。Simon在一个神秘而暴力的医生身边醒来，医生说他不能相信Simon。Simon一路探索这座城市，沿途威胁不断，在一个屋顶上找到了童年时期的挚友与爱慕对象Sophie。Simon向她表白爱意，但她拒绝了他，之后跳楼自杀。一个名為Carcass的生物出现，Simon可以选择逃跑或是杀死Carcass。
Simon继续回家之路，但由于缺少保险丝而未能进入地铁站。他去一所学校收集保险丝，却遭到怪物的伏击。他逃到车站，又收集了两根保险丝来修理一辆坏掉的火车，终于可以回家了。然而，在火车行进的中途，Simon发现火车被怪物侵袭。随后火车出轨，在即将坠落悬崖时，Simon侥幸逃脱。Simon进入一片黑暗的森林，找到了一间精神病院。他在精神病院里遇到了医生，但门被医生锁了，医生让Simon给他一把枪就帮他开门。Simon可以选择答应或是拒绝，但无论哪种选择，医生都会向Simon开枪，最后Simon将会與醫生展开一场战斗，以Simon的最终胜利收尾。
Simon离开森林，划船穿过湖泊。他终于到家了，以为他的妈妈在家里等他。然而，家里没有人。他走进卧室，发现了一本书。原来，整个故事都是Simon想象虚构出来的。Simon出车祸后被绑在轮椅上，治疗师（即游戏中的医生）告诉Simon药物并不能帮助他，并且推荐Simon试试认知疗法，要他写一本关于自己的感情和焦虑的书。游戏中控制的Simon是一个虚构的Simon，所有的怪物都代表着Simon心中的创伤。
《恐惧之泣》基于玩家的选择有四个不同的结局。
- 如果Carcass没有被杀，Simon没有把枪给医生，那么Simon会杀掉Sophie、治疗师和他自己。他留下了一封遗书，说要不是因为他的残疾，他会杀掉更多的人，并且希望所有读到他遗书的人都去死。
- 如果Carcass没有被杀，Simon把枪给了医生，那么Simon会杀掉Sophie和他自己。在遗书中他向治疗师道歉，感谢他的帮助，并解释说他所以杀了Sophie，是因为这样他就可以拥有她，因为他未从Sophie的拒绝中走出来。
- 如果Carcass被杀了，Simon没有把枪给医生，那么Simon会杀掉治疗师和他自己。在遗书中他说治疗师的治疗只会让事情变得更糟，并恳求Sophie不要曝光他所做的一切。
- 如果Carcass被杀了，Simon把枪给了医生，那么Simon在自杀之前会遇到书里的Simon。此时玩家转而控制真正的Simon，坐轮椅开枪追杀书里的Simon。Simon清醒过来后意识到自己有精神问题，放弃了自杀，而是杀了两名可能前来阻止自杀的警察。Simon在精神病院中度过余生，他的治疗师继续照顾他，而他深深伤害过的Sophie还是会去看望他。Simon对未来充满希望，完成了他的书。

## 评价
《恐惧之泣》受到了正面评论，评论者称赞其整体氛围和独特的设定。在Metacritic有8.2的评分。